# Președintele Parlamentului Republicii Moldova
Președintele Parlamentului Republicii Moldova este ales de Parlament prin vot secret. Ședința de constituire a legislativului nou-ales este prezidată de cel mai în vârstă deputat, ulterior, după alegere, de președintele sau de unul dintre vicepreședinții parlamentului.

## Președinți ai Parlamentelor sovietice (1924–1991)

### Președinți ai Comitetului revoluționar provizoriu al RASS Moldovenești
| Nume            | De la             | Până la         |
| --------------- | ----------------- | --------------- |
| Grigore Borisov | 12 octombrie 1924 | 23 aprilie 1925 |

### Președinți ai Comitetului Executiv Central al RASS Moldovenești
| Nume               | De la           | Până la       |
| ------------------ | --------------- | ------------- |
| Grigore Borisov    | 23 aprilie 1925 | 1 mai 1926    |
| Tihon Konstantinov | 1 iulie 1938    | 28 iunie 1940 |

### Președinți ai Prezidiului Sovietului Suprem al RSS Moldovenești
| Nume             | De la             | Până la           |
| ---------------- | ----------------- | ----------------- |
| Fiodor Brovko    | 10 februarie 1941 | 26 martie 1951    |
| Ion Codiță       | 26 martie 1951    | 3 aprilie 1963    |
| Kiril Iliașenko  | 3 aprilie 1963    | 10 aprilie 1980   |
| Ivan Calin       | 19 aprilie 1980   | 24 decembrie 1985 |
| Alexandru Mocanu | 24 decembrie 1985 | 29 iulie 1989     |
| Mircea Snegur    | 29 iulie 1989     | 17 aprilie 1990   |

### Președinți ai Sovietului Suprem al RSS Moldovenești
| Nume             | De la             | Până la           |
| ---------------- | ----------------- | ----------------- |
| Nikita Salogor   | 8 februarie 1941  | 13 mai 1947       |
| Macarie Radul    | 13 mai 1947       | 26 martie 1951    |
| Semion Cojuhari  | 26 martie 1951    | 17 aprilie 1959   |
| Iosif Vartician  | 17 aprilie 1959   | 4 martie 1963     |
| Andrei Lupan     | 4 martie 1963     | 11 aprilie 1967   |
| Sergiu Rădăuțanu | 11 aprilie 1967   | 14 iulie 1971     |
| Artiom Lazarev   | 14 iulie 1971     | 10 aprilie 1980   |
| Pavel Boțu       | 10 aprilie 1980   | 29 martie 1985    |
| Mihail Lupașcu   | 29 martie 1985    | 12 iulie 1986     |
| Ion Ciobanu      | 12 iulie 1986     | 17 aprilie 1990   |
| Mircea Snegur    | 27 aprilie        | 3 septembrie 1990 |
| Alexandru Moșanu | 3 septembrie 1990 | 27 august 1991    |

## Președinți ai Parlamentului Republicii Moldova
La data de 5 iunie 1990, RSS Moldovenească își schimbă denumirea în RSS Moldova. Apoi, la 23 mai 1991, noua denumire a statului se schimbă din nou în cea de Republica Moldova. Independența față de URSS însă o capătă la 27 august 1991. 
La 25 aprilie 2013 pentru prima dată o fost introdusă funcția de președinte interimar al parlamentului Republicii Moldova.
Președinții Parlamentului Republicii Moldova:
| Nr. | Nume (naștere–deces)         | Portret                                | Mandat            | Mandat            | Partid                                       | Observații                        | Guvern               |
| --- | ---------------------------- | -------------------------------------- | ----------------- | ----------------- | -------------------------------------------- | --------------------------------- | -------------------- |
| 1   | Alexandru Moșanu (1932–2017) | Alexandru Moşanu 2018 stamp of Moldova | 27 august 1991    | 2 februarie 1993  | Frontul Popular din Moldova                  |                                   | Muravschi Sangheli I |
| 2   | Petru Lucinschi (1940–)      |                                        | 4 februarie 1993  | 9 ianuarie 1997   | Partidul Democrat Agrar din Moldova          | Sangheli I Sangheli II            |                      |
| 3   | Dumitru Moțpan (1940–2018)   |                                        | 5 martie 1997     | 23 aprilie 1998   | Partidul Democrat Agrar din Moldova          | Ciubuc I                          |                      |
| 4   | Dumitru Diacov (1952–)       |                                        | 23 aprilie 1998   | 20 martie 2001    | Partidul Democrat din Moldova                | Ciubuc I Ciubuc II Sturza Braghiș |                      |
| 5   | Eugenia Ostapciuc (1947–)    |                                        | 20 martie 2001    | 24 martie 2005    | Partidul Comuniștilor din Republica Moldova  | Braghiș Tarlev I                  |                      |
| 6   | Marian Lupu (1966–)          |                                        | 24 martie 2005    | 5 mai 2009        | Partidul Comuniștilor din Republica Moldova  | Tarlev I Tarlev II Greceanîi I    |                      |
| 7   | Vladimir Voronin (1941–)     |                                        | 12 mai 2009       | 28 august 2009    | Partidul Comuniștilor din Republica Moldova  | Greceanîi I Greceanîi II          |                      |
| 8   | Mihai Ghimpu (1951–)         |                                        | 28 august 2009    | 28 decembrie 2010 | Partidul Liberal                             | Greceanîi II Filat I              |                      |
| 9   | Marian Lupu (1966–)          |                                        | 30 decembrie 2010 | 25 aprilie 2013   | Partidul Democrat din Moldova                | Filat I Filat II                  |                      |
| —   | Liliana Palihovici (1971–)   |                                        | 25 aprilie 2013   | 30 mai 2013       | Partidul Liberal Democrat din Moldova        | Interimară                        | Filat II             |
| 10  | Igor Corman (1969–)          |                                        | 30 mai 2013       | 9 decembrie 2014  | Partidul Democrat din Moldova                |                                   | Leancă               |
| 11  | Andrian Candu (1975–)        |                                        | 23 ianuarie 2015  | 9 martie 2019     | Partidul Democrat din Moldova                | Leancă Gaburici Streleț Filip     |                      |
| 12  | Zinaida Greceanîi (1956–)    |                                        | 8 iunie 2019      | 26 iulie 2021     | Partidul Socialiștilor din Republica Moldova | Sandu Chicu                       |                      |
| 13  | Igor Grosu (1972–)           |                                        | din 29 iulie 2021 |                   | Partidul Acțiune și Solidaritate             | Chicu Gavrilița Recean            |                      |

## Vezi și
- Președintele Republicii Moldova
- Prim-ministrul Republicii Moldova

## Legături externe
- Pagina web a Parlamentului RM
- Legea nr. 1234 din 22.09.2000 cu privire la procedura de alegere a Președintelui Republicii Moldova Arhivat în 6 octombrie 2014, la Wayback Machine.
- Președinte al Parlamentului Republicii Moldova pe alegeri.md